# Спин-разрушающее столкновение
Спин-разруша́ющее столкнове́ние — в атомной физике столкновение атомов, при котором необратимо перемешиваются орбитальные моменты валентных электронов сталкивающихся атомов.
В атомных парах иногда происходит столкновения атомов с друг другом. При ударе полный момент (орбитальный и спиновый) валентного электрона может изменяться разным образом: сохранить свой спиновый и орбитальный моменты, обменяться спином с электроном, налетающего атома (при этом поменяется сверхтонкое состояние) или «испортить» орбитальный момент. Последний процесс называется спин-разрушающим столкновением. Сечение процесса σsd мало, но в плотных атомных парах (>1013см−3) такое столкновение более чем возможно, поэтому этот процесс ограничивает предельно достижимую чувствительность SERF-магнитометра, работающего при таких плотностях.
|    | σsd, self   | σsd,He      | σsd,Ne        | σsd,N2      |
| -- | ----------- | ----------- | ------------- | ----------- |
| K  | 1⋅10−18 см² | 8⋅10−25 см² |               |             |
| Rb | 9⋅10−18 см² | 9⋅10−24 см² | 5.2⋅10−23 см² | 1⋅10−22 см² |
| Cs | 2⋅10−16 см² | 3⋅10−23 см² |               | 6⋅10−22 см² |